# Vlastimil Březina
Vlastimil Březina (* 7. září 1952) je bývalý český hokejový brankář.

## Hokejová kariéra
V československé lize chytal za CHZ Litvínov. Nastoupil v 6 ligových utkáních, byl dvojkou za Miroslavem Kapounem. V nižší soutěži chytal za TJ Tatra Kopřivnice.

## Klubové statistiky
| 1973/1974 | CHZ Litvínov        | 1. liga | 4 | 1,75 | - |
| 1974/1975 | CHZ Litvínov        | 1. liga | 2 | 3,50 | - |
| 1975/1976 | TJ Tatra Kopřivnice | 3. liga | - | -    | - |